# Syrphophagus hyalipennis
Syrphophagus hyalipennis är en stekelart som först beskrevs av Mayr 1876.  Syrphophagus hyalipennis ingår i släktet Syrphophagus och familjen sköldlussteklar. Inga underarter finns listade i Catalogue of Life.